# F.P. von Knorring (1928)
F.P. von Knorring (ursprungligen Jan Nieveen) är ett passagerarfartyg som byggdes 1928 i Nederländerna och har sedan dess varit kontinuerligt i bruk. Fartyget har fungerat som en restaurangbåt sedan 1989. Den är dockad i Mariehamn på Åland. Den fick sitt namn efter beurtvaart kapten Jan Nieveen, som transporterade varor och passagerare från Groningen till Lemmer.

## Konstruktion
Ångbåten Jan Nieveen byggdes 1928 vid Arnhemsche Scheepsbouw Maatschappij varvet i Arnhem, Nederländerna, på den tiden av ett högt pris på 140,000 Nederländska gulden. Fartyget var beställt av Groninger & Lemmer Stoomboot Maatschappij, en fraktlinje som grundades 1870 av bröderna Reint, Jan och Geert Nieveen. Fartyget designades med största möjliga kapacitet för att rymma slussen till Lemmer. Den togs i kraft som passagerar- och fraktlinje mellan Lemmer och Amsterdam. Jan Nieveen var flaggskeppet i flottan bland sina fyra andra systerfartyg.
Fraktlinjen var framgångsrik på 1930-talet, men sinade med tiden. Efter det användes Jan Nieveen som attraktionsbåt längs kusten och åkte bl.a. ut till öarna Schokland och Urk.

## Andra världskriget
Under andra världskriget fraktade fartyget mat från norra provinsen till Holland (i utbyte mot guld och silver) och hästar i samband med de tyska ockupanterna. Judar smugglades även under däck till nordöstra delen av landet.

### Kollision
Natten mellan den 7 och 8 januari 1945 (under den nederländska hungersnöden 1944-1945), var fartyget med om en kollision nära Urk med systerfartyget Groningen IV som tillhörde samma rederi. Kollisionen blockerade dörren och fjorton passagerare samt Groningen IVs besättning drunknade när Groningen IV sjönk. Jan Nieveen kom undan med små skador.

## Efterkrigstiden
1951 ersattes Jan Nieveens tunga ångmaskin med en lättare dieselmotor med nästan samma potens. Fartygets djupgående minskade med 40 centimeter.
I oktober 1953 sammanslogs tre rederier för att forma en flotta på 34 fartyg med Jan Nieveen och systerfartyget Harm Nieveen i spetsen. Detta under rederiet J.H van Swieten.
Ökad konkurrens från vägtransporten medförde ett slut på beurtvaart-epoken, och Lemmer-Amsterdam rutten avslutades 1959.
Fartygen såldes 1958 och undergick flera modifieringar. Den var turistbåt i Rotterdam under namnet IJsselhaven mellan åren 1961 och 1974, och gjorde samma i nationalparken Biesbosch under namnet Wolga.
Familjen Nieveen köpte tillbaka båten 1977 och återställde dess namn till Jan Nieveen. Fartygets hemmahamn var Lemmer, varifrån den gjorde dagsturer till hamnar runt om IJsselmeer. Tio år senare köpte fartygsentusiasten Arthur Nikkessen Jan Nieveen som han delvis restaurerade och hyrde ut som partybåt.

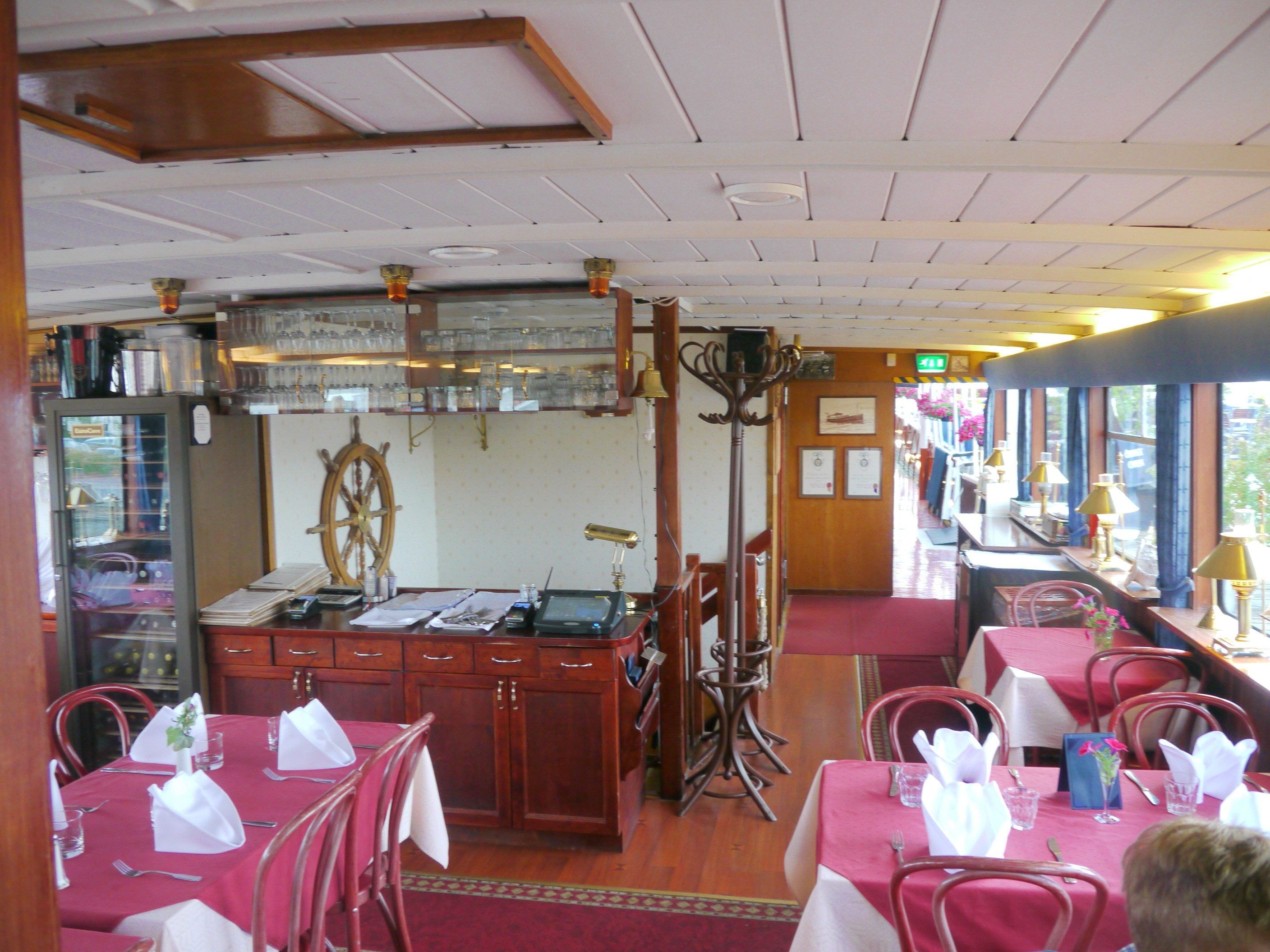
Interiör av restaurangavdelningen, föröver.

## Till Åland
Två år senare 1989 såldes fartyget till Dan Aalto och Ulf Danielsson. Fartyget konverterades till en restaurangbåt och befinner sig nu i Österhamn i Mariehamn, Åland. Fartyget döptes om till F.P. von Knorring efter Frans Peter von Knorring (1792-1875). Restaurangen togs över av familjen Harju-Jeanty år 2002.